# Seefahrt ist not! (Roman)
„Seefahrt ist not!“ ist ein 1913 erschienener Roman des Schriftstellers Gorch Fock.

## Inhalt
Die Handlung spielt in Finkenwärder (dem heutigen Finkenwerder bei Hamburg, das sich bis 1946 mit „ä“ schrieb) Ende des 19. Jahrhunderts. Klaus Mewes (Spitzname Klaus Störtebeker), Sohn eines Hochseefischers, zieht es hinaus auf das Meer. Er versucht alles, um bei seinem Vater als Schiffsjunge anzuheuern. Seine Bemühungen haben Erfolg und er darf seinen Vater zum Fischfang auf die Nordsee begleiten. Auch als der Vater von einer Fahrt nicht mehr zurückkommt, hält es Klaus nicht an Land. Er fährt weiter erfolgreich zur See und wird zuletzt Eigentümer des schönsten Schollenkutters an der Elbe.
Im Zentrum der Romanhandlung steht der Knabe Klaus. Fock schildert ihn in einer existentiellen Konfliktsituation. Einerseits möchte Klaus dem Vater, seinem großen Vorbild, nacheifern und als Fischer auf das Meer hinausfahren. Auf der anderen Seite steht aber die Mutter. Sie verbindet mit dem Meer vor allem Gefahr, Schmerz, Tod und versucht deshalb Klaus an Land zu behalten.

## Rezeption
Gorch Focks Heimatroman war ein großer literarischer Erfolg. Anfangs vor allem noch als Abenteuer- und Jugendroman gelesen, passte er später in das Propagandakonzept der Nationalsozialisten. 1917 wurde das auf der Stülcken-Werft gebaute Vorpostenboot der Kaiserlichen Marine Seefahrt ist Not nach dem Roman benannt.

## Ausgaben
- Erstdruck: Hamburg (Glogau) 1913.
- Seefahrt ist not! In: Gorch Fock: Sämtliche Werke. Band 3. Hamburg 1935; Digitalisat. zeno.org
- Seefahrt ist not! rororo Taschenbuchausgabe, 1961.

## Verfilmungen
- 1921: Seefahrt ist not! (Stummfilm, 5 Akte, 1761 m) – Regie: Rudolf Biebrach, mit Rudolf Biebrach, Lucie Höflich, Albert Kunze, Hugo Döblin, Ilka Grüning, Werner Pfullmann, Hans Marr, Hermann Picha, Martha Laurance und Tommy Tomborini.